# 青海省
青海省，简称青，为中国一级行政区，位于中国西部、青藏高原东北部。因境内有全中国最大的内陆咸水湖——青海湖而得名，省会是西宁。青海是长江、黄河、澜沧江的发源地，故被称为“三江源”。省人民政府驻西宁市城中区西大街12号。

## 历史
早在2萬年前青海就有人居住。早在西周時期，就與中原地區發生政治、經濟聯繫。並且與秦朝來往密切。到了漢初，又分為先零、燒當、發羌、党項等部。
古代青海東部屬於中原王朝統治，漢時曾設西海郡、河源郡、湟源郡、金城郡，控制了今天的青海貴南、貴德以及西寧和湟源等地，還設立護羌校尉。 兩晉時期，鮮卑慕容部的一支率所部1700戶從遼東前燕西遷，建立吐谷渾汗國，除了青海以外，還控制了甘肅一些地區，統治了青海足足300年。在吐谷渾帝國的南部還有佔據白蘭道數百年的丁零人和古羌族的國家白蘭國。
隋朝时，公元607年（隋炀帝大业三年）改鄯州为西平郡，辖湟水、化隆二县，今西宁为西平郡湟水县的辖地。大业初又改廓州为浇河郡，治所在河津县（今贵德县境）。在大业五年（609年）隋炀帝击溃吐谷浑，生擒吐谷浑首領，設置河源郡、西海郡、且末郡、鄯善郡四郡，从此隋朝控制了青海全境。公元618年唐朝建立后，在青海东部设鄯、廓二州。鄯州辖龙支、湟水二县，今西宁为湟水县辖地。後吐蕃灭吐谷浑，安史之乱后，吐蕃从唐军手中夺取了鄯州(今西寧)，改稱青唐城。11世紀初，青海東部擁立吐蕃普約後裔為王，稱唃廝囉，號為宗喀王，建都青唐（今西寧）。史稱青唐王國。
12世紀初，北宋力量到達河湟地區，並將鄯州改為西寧州，於是西寧名稱開始使用。13世紀初，成吉思汗率大軍經臨洮進占西寧州，並在河州（今臨夏縣）設置元帥府，當時牧區推行土司制度。這時，在蒙古帝國的支持下，藏傳佛教在青海逐漸盛行起來，並建立了許多寺院。元朝时期，青海大部归吐蕃等處宣慰司都元帥府管辖，隶属于宣政院。
青海蒙古族在明代由新疆遷來，其首領顧實汗，牧於青海湖周圍、柴達木盆地及黃河河曲一帶，勢頗強盛。17世紀，顧實汗控制青海，對西藏也有強大的影響。清朝政府派員冊封顧實汗為遵行文義敏慧顧實汗，使顧實汗在青、藏的統治地位強化。清雍正帝平息顧實之孫和碩親王羅布藏丹津後，改西寧衛為府，設西寧縣、碾伯縣和大通衛，属甘肃省。青海地区由西寧辦事大臣直轄管理。這項措施為後來青海建省鋪平了道路。
清末時，回族商人馬海晏起兵反清，創立了馬家軍，後歸順清朝，馬海晏在庚子拳亂，八國聯軍襲來時為了保護慈禧太后與光緒皇帝，憂勞而卒，朝廷蔭襲馬海晏之子馬麒為總兵。中华民国北洋政府時馬麒升任青海蒙番宣慰使，成為軍閥，逐漸統治青海，馬麒死後，其子馬步芳勢力更是深入青海，期间青海省于1928年成立。青馬軍閥在青海統治了四十年，1949年后由中华人民共和国接管。

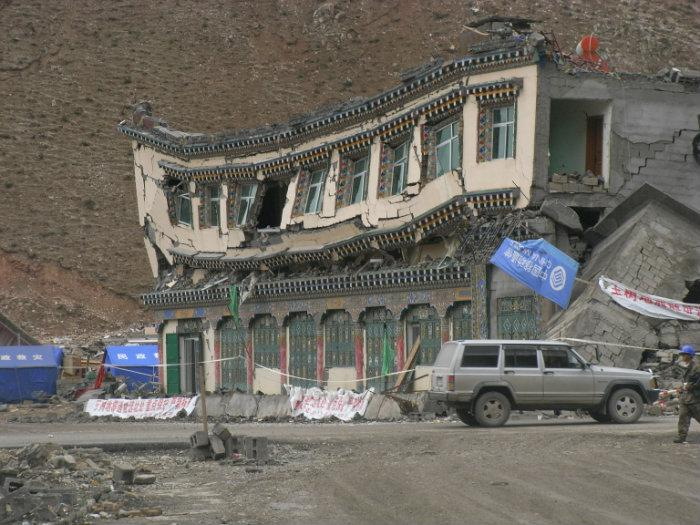
2010年玉树地震后扭曲的房屋

1949年9月5日，中国人民解放军进入西宁。9月26日，青海省人民军政委员会宣告成立。1950年1月1日青海省人民政府正式组成，以西宁为省会。
文化大革命期间（1966年—1976年），青海曾发生大规模政治冲突。1967年2月23日，中国人民解放军青海省军区与地方造反派经过九天的对峙后，以13个连的兵力攻入造反派占据的《青海日报》社，一天内打死造反派169人，打伤178人；而解放军中有4人死亡，另有46人受伤。此外，据海外统计，该事件后共有13,414名群众被逮捕，其中4,279人参与集中劳动。
2010年4月14日上午，玉樹州發生7.1級地震，地震造成2698人死亡，失踪270人，12135人受伤。自治州政府所在地結古鎮全部停電，由於大部分建築都是土木結構，重災區結古鎮附近西杭村的民屋几乎全倒塌。此外整个玉树州的学校房屋大量垮塌。
2021年5月22日凌晨2時04分，青海省果洛州瑪多縣發生黎克特制7.4級地震。青海省立刻啟動特別重大地震二級應急響應，派出多支救援隊及人員赴震區救援。

## 地理
青海位于青藏高原东北部，全省均属高原范围之内。地形复杂，地貌多样。全省平均海拔3000多米，最高点昆仑山的布喀达板峰为6860米，最低点在民和下川口村，海拔为1650米。境内山脉高耸，地形多样，河流纵横，湖泊棋布。巍巍昆仑山横贯中部，唐古拉山峙立于南，祁连山矗立于北，茫茫草原起伏绵延，柴达木盆地浩瀚无限。长江、黄河及澜沧江（湄公河）（因此被称作“三江源”）之源头在青海。巴颜喀拉山为长江和黄河的分水岭。
青海属于高原大陆性气候，有太阳辐射强、光照充足；平均气温低，在-5.7℃～8.5℃之间；降水量少，绝大部分地区年降水量在400毫米以下；地域差异大；雨热同期等特点。
接邻省区有四川省、甘肃省、新疆维吾尔自治区、西藏自治区。
- 青藏高原海拔列表

### 矿产资源
石油， 主要在柴达木盆地。柴达木盆地石油勘探开采在1954年就进行，1955年第一口油井开钻。至今，青海石油的油气年产量已达459万吨。
金属矿产，包括锂矿等

### 野生动物
- 藏野驴
- 藏羚羊
- 黄羊
- 野牦牛
- 普氏原羚
- 雪鸡
- 雪豹
- 河曲马
- 西藏棕熊
- 旱獭

### 四至
| 方位 | 地点                             | 坐标                                            |
| ---- | -------------------------------- | ----------------------------------------------- |
| 北   | 海西蒙古族藏族自治州天峻县苏里乡 | 39°12′51″N 97°00′51″E / 39.21420°N 97.01420°E   |
| 东   | 海东市民和回族土族自治县隆治乡   | 36°12′24″N 103°04′10″E / 36.20680°N 103.06940°E |
| 南   | 玉树藏族自治州囊谦县吉曲乡       | 31°36′07″N 96°12′22″E / 31.60181°N 96.20615°E   |
| 西   | 玉树藏族自治州治多县索加乡       | 36°01′10″N 89°24′08″E / 36.01940°N 89.40220°E   |

## 行政区划
青海省现辖2个地级市、6个自治州，下设7个市辖区、5个县级市、25个县、7个自治县。
- 地级市：西宁市、海东市
- 自治州：海北藏族自治州、黄南藏族自治州、海南藏族自治州、果洛藏族自治州、玉树藏族自治州、海西蒙古族藏族自治州

| 青海省行政区划图 | 青海省行政区划图     | 青海省行政区划图                | 青海省行政区划图  | 青海省行政区划图        | 青海省行政区划图 | 青海省行政区划图 | 青海省行政区划图 | 青海省行政区划图 | 青海省行政区划图 |
| --- | -------------------- | ------------------------------- | ----------------- | ----------------------- | ---------------- | ---------------- | ---------------- | ---------------- | ---------------- |
| 西宁市 海东市 海北藏族 · 自治州 黄南藏族 · 自治州 海南藏族 · 自治州 果洛藏族自治州 玉树藏族自治州 海西蒙古族藏族自治州 （属海西州） |                      |                                 |                   |                         |                  |                  |                  |                  |                  |
| 区划代码 | 区划名称             | 汉语拼音                        | 面积 （平方公里） | 常住人口 （2020年普查） | 政府驻地         | 县级行政区划     | 县级行政区划     | 县级行政区划     | 县级行政区划     |
| 区划代码 | 区划名称             | 汉语拼音                        | 面积 （平方公里） | 常住人口 （2020年普查） | 政府驻地         | 市辖区           | 县级市           | 县               | 自治县           |
| 630000 | 青海省               | Qīnghǎi Shěng                   | 696,646.77        | 5,923,957               | 西宁市           | 7                | 5                | 25               | 7                |
| — 地級市 — |                      |                                 |                   |                         |                  |                  |                  |                  |                  |
| 630100 | 西宁市               | Xīníng Shì                      | 7,606.78          | 2,467,965               | 城中区           | 5                |                  | 1                | 1                |
| 630200 | 海东市               | Hǎidōng Shì                     | 12,982.42         | 1,358,471               | 乐都区           | 2                |                  |                  | 4                |
| — 自治州 — |                      |                                 |                   |                         |                  |                  |                  |                  |                  |
| 632200 | 海北藏族自治州       | Hǎiběi Zàngzú Zìzhìzhōu         | 34,389.89         | 265,322                 | 海晏县           |                  |                  | 3                | 1                |
| 632300 | 黄南藏族自治州       | Huángnán Zàngzú Zìzhìzhōu       | 18,226.46         | 276,215                 | 同仁市           |                  | 1                | 2                | 1                |
| 632500 | 海南藏族自治州       | Hǎinán Zàngzú Zìzhìzhōu         | 43,453.23         | 446,996                 | 共和县           |                  |                  | 5                |                  |
| 632600 | 果洛藏族自治州       | Guǒluò Zàngzú Zìzhìzhōu         | 74,246.36         | 215,573                 | 玛沁县           |                  |                  | 6                |                  |
| 632700 | 玉树藏族自治州       | Yùshù Zàngzú Zìzhìzhōu          | 204,887.14        | 425,199                 | 玉树市           |                  | 1                | 5                |                  |
| 632800 | 海西蒙古族藏族自治州 | Hǎixī Měnggǔzú Zàngzú Zìzhìzhōu | 300,854.49        | 468,216                 | 德令哈市         |                  | 3                | 3                |                  |

## 人口
2010年末青海省总人口共5,626,722人。汉族人口共2,983,516人，占53.02％；少数民族共2,643,206人，占46.98％，这一比重仅低于西藏和新疆，居中國各省第三位。截止到2017年末，青海省的总人口为598万人。少数民族：
- 藏族，共1,375,062人，占全省总人口的24.44%，主要分布在玉树、果洛、海南、黄南、海北五个藏族自治州和海西蒙古族藏族自治州，西宁市的大通县，平安县和海东市也有部分藏族居住。青海藏族是在长期历史发展中由吐蕃吸收青藏高原各民族逐渐发展形成的。藏族语言属汉藏语系藏缅语族，青海藏族除玉树部分人讲康巴方言外，均操安多方言，通用藏语文，信奉藏传佛教。
- 回族，共834,298人，占全省总人口的14.83%。主要分布在青海东部地区。
- 土族，共204,413人，佔全省總人口的3.63%。
- 撒拉族，共107,089人，佔全省總人口的1.9%。
- 蒙古族，共99,815人，佔全省總人口的1.77%。
- 其他少數民族，共22,529人，佔全省總人口的0.4%。

| 民族名称                | 汉族      | 藏族      | 回族    | 土族    | 撒拉族  | 蒙古族  | 东乡族 | 土家族 | 满族  | 保安族 | 其他民族 |
| ----------------------- | --------- | --------- | ------- | ------- | ------- | ------- | ------ | ------ | ----- | ------ | -------- |
| 人口数                  | 2,993,534 | 1,509,608 | 946,273 | 200,362 | 128,779 | 102,447 | 14,459 | 11,891 | 7,915 | 1,425  | 7,264    |
| 占总人口比例（%）       | 50.53     | 25.48     | 15.97   | 3.38    | 2.17    | 1.73    | 0.24   | 0.20   | 0.13  | 0.02   | 0.12     |
| 占少数民族人口比例（%） | －        | 51.52     | 32.29   | 6.84    | 4.39    | 3.50    | 0.49   | 0.41   | 0.27  | 0.05   | 0.25     |

### 宗教
青海宗教（2000）
青海的漢族主要信仰中國民間宗教（包括道教和儒教）和佛教。藏族信仰藏傳佛教或苯教，回族多数信仰伊斯蘭教。根據2004年的中國綜合社會調查，基督徒占青海人口的0.76％。2010年的一項調查，青海有17.51％的人口信仰伊斯蘭教。
2022年末，全省常住人口595万人，比上年末增加1万人。 其中少数民族人口294.35万人，占常住人口的比重为49.47%。
| - 西宁東關清真大寺 - 西寧多巴鎮鳳凰山的九天玄女廟 - 湟源縣日月山的佛寺 - 湟源縣清真寺和汉族民間信仰的寺庙並存 - 同仁縣隆務寺 |

## 经济

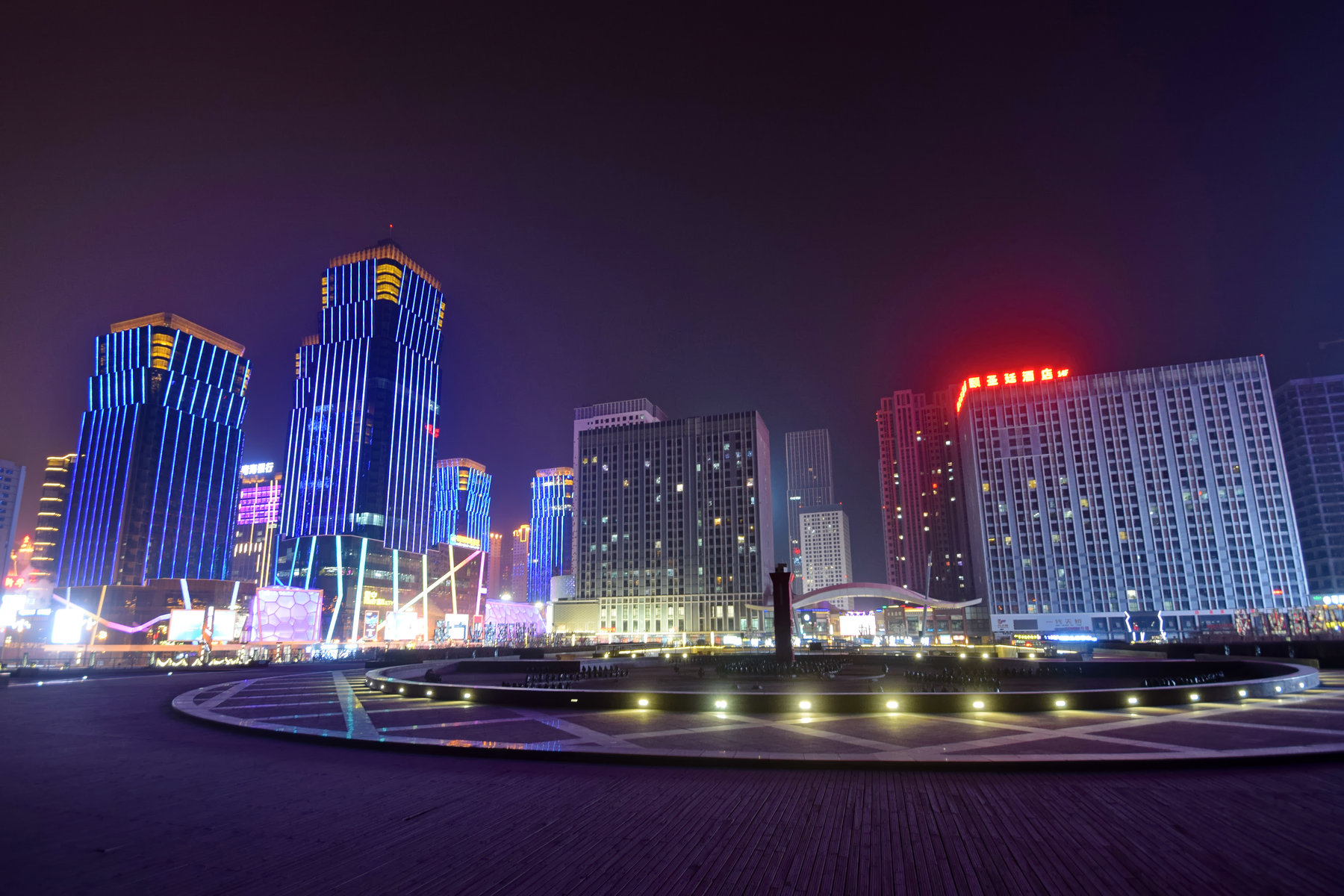
西宁市海湖新区夜景

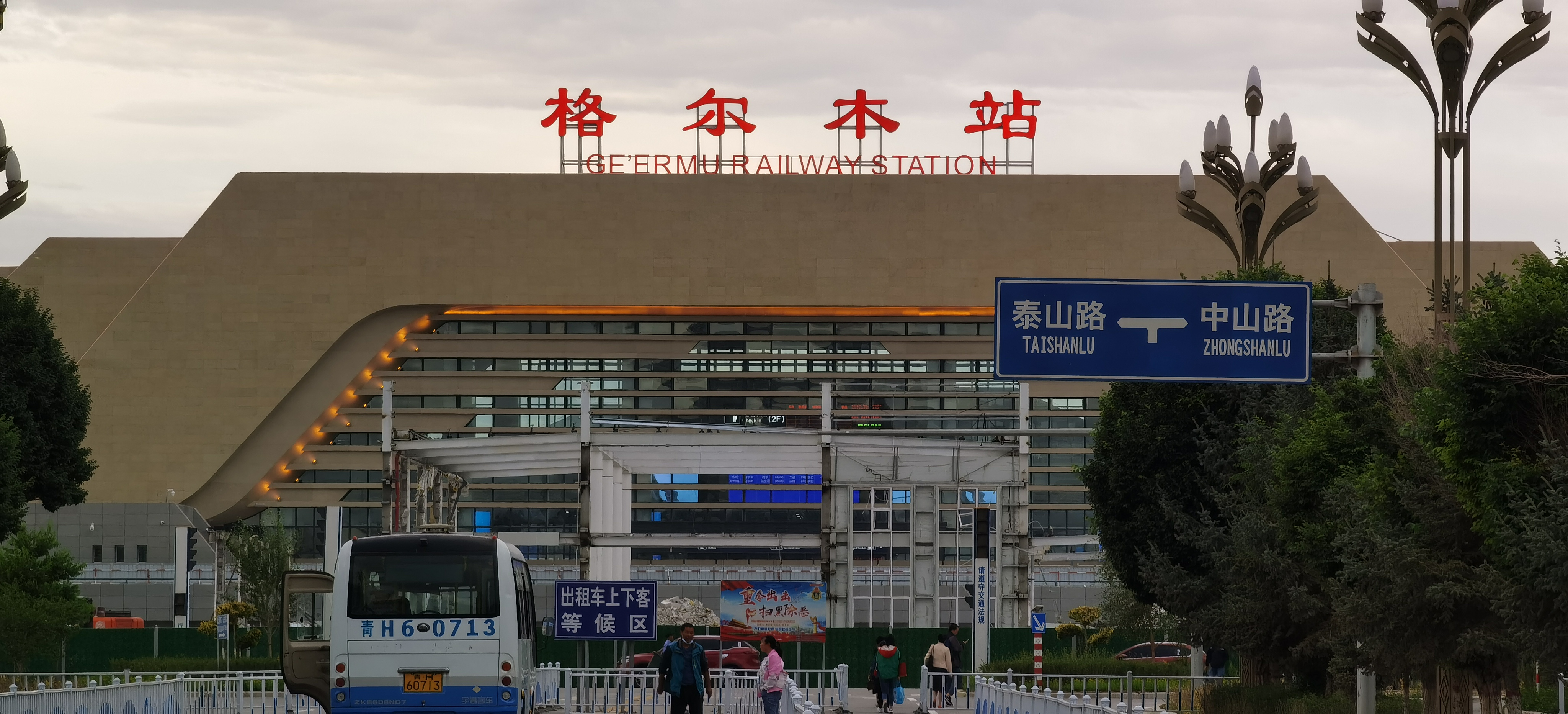
2020年的格尔木火车站

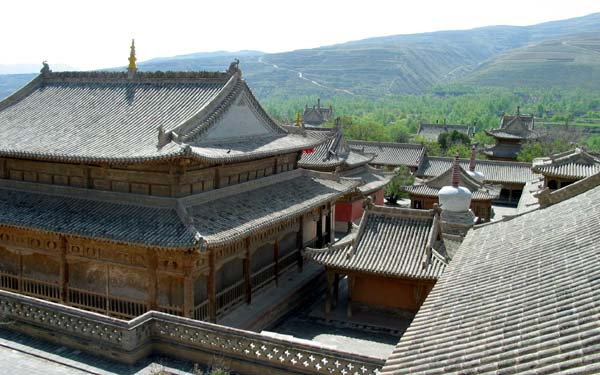
海东市瞿昙寺

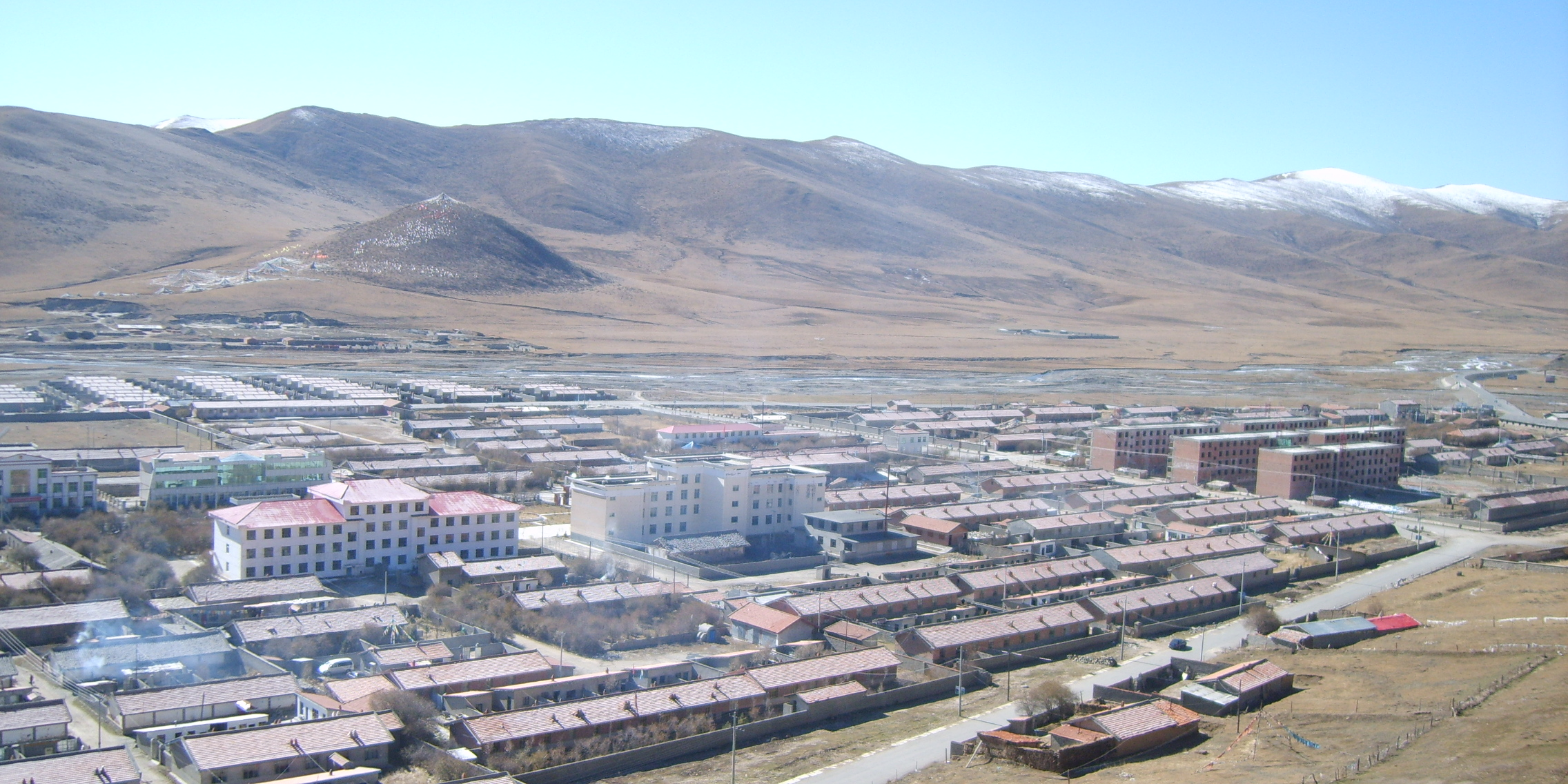
久治县城

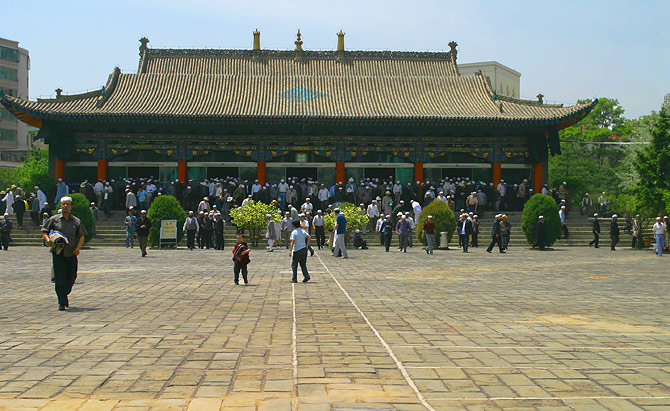
西宁市东关清真大寺

- 青海经济总量低，主要依托当地矿产、生态及生物资源，化肥、畜牧业、有色金属等产业具有比较优势。2016年，全省实现生产总值2572.49亿元，比上年增长8%，近年来，青海省的GDP年均增速普遍高于全国平均。

- 2006年青藏铁路正式通车，青海旅游业、特色工艺品和农产品加工业将逐步得到较快发展。
- 青海销售收入最大的公司是西部矿业集团，市值最大的上市公司为盐湖集团（SHE:000578），该公司将并入本省另一家上市公司盐湖钾肥（SHE:000792）。
- 2018年，全省生产总值(GDP)为2865.23亿元，比2017年增长7.2%。[18]

## 文化
国家历史文化名城：同仁

## 语言
- 汉语：兰银官话、普通话、中原官话
- 藏语：安多方言、康巴方言
- 土族语
- 蒙古语
- 撒拉语

## 旅游
青海旅游资源丰富，环青海湖国际公路自行车赛、民族文化旅游节、三江源国际摄影节、青海湖国际诗歌节是当地政府为吸引旅游业主要举办的官方活动。
- 塔尔寺
- 青海湖
- 西宁东关清真大寺
- 昆仑山
- 祁连山
- 孟达林区
- 茶卡盐湖
- 尕海
- 门源油菜花花海
- 拉脊山
- 大通老爷山、娘娘山

## 教育
- 高等教育：本科院校有青海大学、青海师范大学、青海民族大学等。其中青海大学是一所211工程院校。

## 政治

### 地方首长
| 机构     | · 中国共产党 · 青海省委员会 | 青海省人民代表大会 常务委员会 | 青海省人民政府    | · 中国人民政治协商会议 · 青海省委员会 |
| 职务     | 书记                        | 主任                          | 省长              | 主席                                  |
| -------- | --------------------------- | ----------------------------- | ----------------- | ------------------------------------- |
| 姓名     | 陈刚                        | 陈刚                          | 吴晓军            | 公保扎西                              |
| 民族     | 汉族                        | 汉族                          | 汉族              | 藏族                                  |
| 籍贯     | 江苏省高邮市                | 江苏省高邮市                  | 江西省泰和县      | 青海省化隆县                          |
| 出生日期 | 1965年4月（60歲）           | 1965年4月（60歲）             | 1966年1月（59歲） | 1962年10月（62歲）                    |
| 就任日期 | 2023年1月                   | 2023年1月                     | 2022年3月         | 2022年1月                             |

### 引用
1. 1 2 3  孙言诚. . 炎黄春秋.   [2019-12-29]. （原始内容存档于2020-11-21）.
2. 1 2  . 中文马克思主义文库.   [2019-12-29]. （原始内容存档于2022-03-23）.
3. 1 2  卜伟华. . 华夏文摘.   [2019-12-29]. （原始内容存档于2022-03-23）.
4. ↑   (PDF). The PRC History Group. （原始内容 (PDF)存档于2022-03-23）.
5. 1 2 3 4  丁抒. . EDUBRIDGE. （原始内容存档于2021-03-03）.
6. 1 2  著, 喬晞華 James D. Wright. . 世界華語出版社. 2019-04-24  [2020-07-08]. ISBN 978-1-940266-57-2. （原始内容存档于2021-05-18） （中文）.
7. ↑  . 中新社 (网易). 2010-04-14  [2010-04-14]. （原始内容存档于2010-04-19） （简体中文）.
8. ↑  . 中国广播网 (网易). 2010-04-14  [2010-04-16]. （原始内容存档于2010-04-18） （简体中文）.
9. ↑  青海7.4級地震致兩大橋塌陷　雲南漾濞6.4級地震至少3死 （页面存档备份，存于）-明報新聞網[2021年05月22日]
10. ↑  . 中华人民共和国民政部.   [2017-08-19]. （原始内容存档于2015-04-02）.
11. ↑  . 青海省统计局.
12. ↑  中华人民共和国民政部. . 中国统计出版社. August 2014. ISBN 978-7-5037-7130-9.
13. ↑  . 国家统计局.   [2019-01-28]. （原始内容存档于2019-03-23）.
14. ↑  国务院第七次全国人口普查领导小组办公室. .   [2023-07-26]. （原始内容存档于2023-05-12）.
15. 1 2  Min Junqing. The Present Situation and Characteristics of Contemporary Islam in China. JISMOR, 8. 2010 Islam by province, page 29 （页面存档备份，存于）. Data from: Yang Zongde, Study on Current Muslim Population in China, Jinan Muslim, 2, 2010.
16. 1 2  China General Social Survey (CGSS) 2009. Report by: Xiuhua Wang (2015, p. 15) 的存檔，存档日期September 25, 2015，.
17. ↑  . district.ce.cn.   [2023-10-16].
18. ↑  . 青海统计局. 2019-01-28  [2019-02-16]. （原始内容存档于2019-02-16）.
19. ↑  . district.ce.cn.   [2023-01-03]. （原始内容存档于2023-01-03）.
20. ↑  . 人民网地方领导资料库.   [2022-04-16]. （原始内容存档于2022-04-01）.
21. ↑  . 人民网地方领导资料库.   [2022-04-16]. （原始内容存档于2022-05-15）.